# Tylos chilensis
Tylos chilensis är en kräftdjursart som beskrevs av Schultz 1983. Tylos chilensis ingår i släktet Tylos och familjen Tylidae. Inga underarter finns listade i Catalogue of Life.